# Голл (острів)
Острів Голл — невеликий незаселений острів, розташований 5,6 км на північний захід від острова Святого Матвія в Беринговому морі на Алясці, США. Він є місцем лежбища для тихоокеанських моржів. Довжина острова становить 8 км, площа — 15,995 км2. Найвища точка острова підіймається на 490 м над рівнем моря. Острів Холл є частиною Національного морського заповідника дикої природи Аляски у Беринговому морі.

## Історія
Російські мисливці знали цей острів як «Остров Моржовой» (Тевенков, 1852, мп. 20). На карті Імператорського гідрографічного департаменту 1427 він позначений як «Остров Сіндша», ймовірно, на честь лейтенанта Сінда, його ймовірного відкривача.

Комодор Джозеф Біллінгс з російського імператорського флоту та лейтенант Гаврило Саричев стали на якір між островами Холл і Святого Матвія 14 липня 1791 року. З 1875 року цей острів на американських картах називається «Холл», імовірно, на честь лейтенанта Роберта Холла, який був разом з капітаном Біллінгсом, або ж на честь мису Голла.

## Галерея

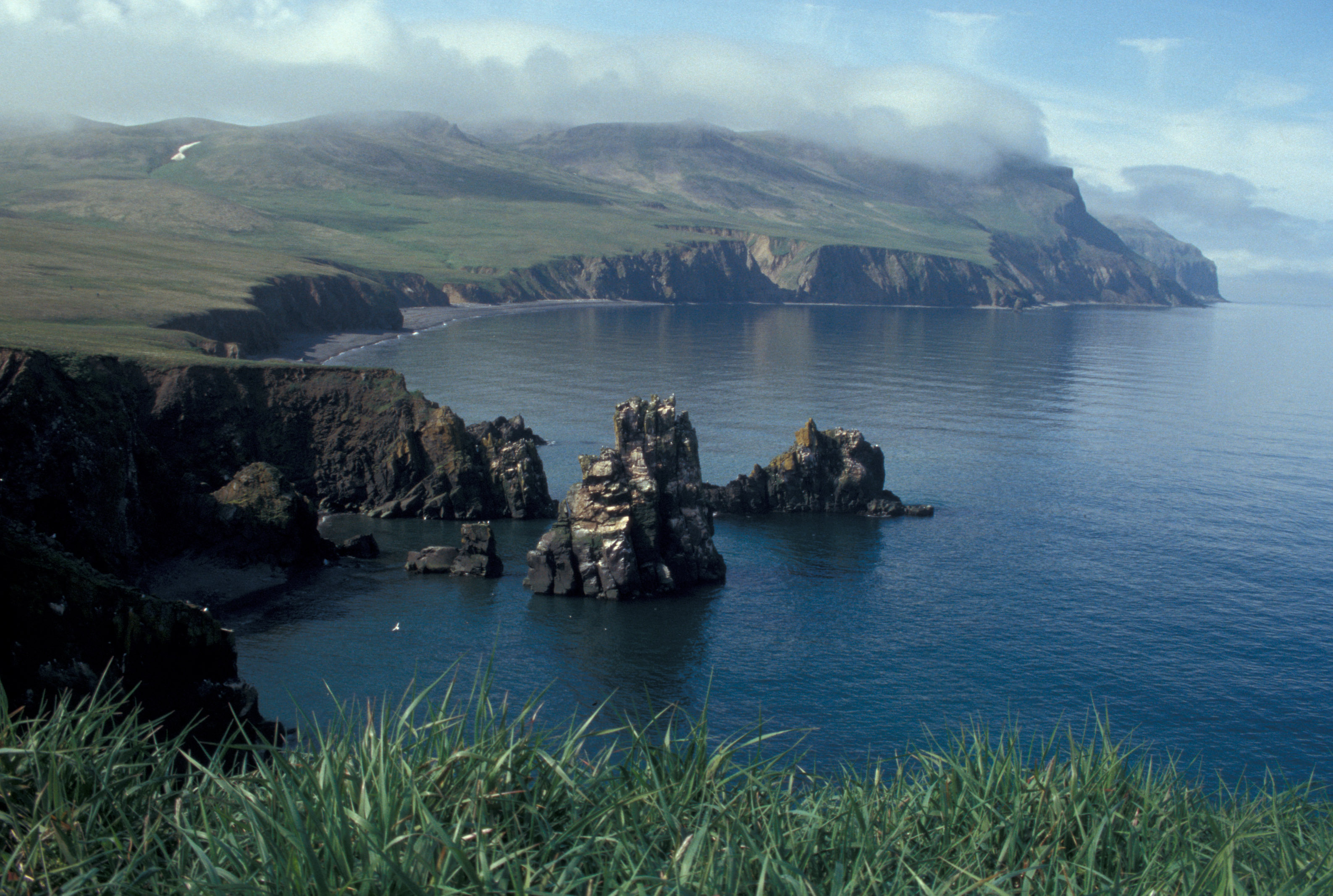
Острів Холл
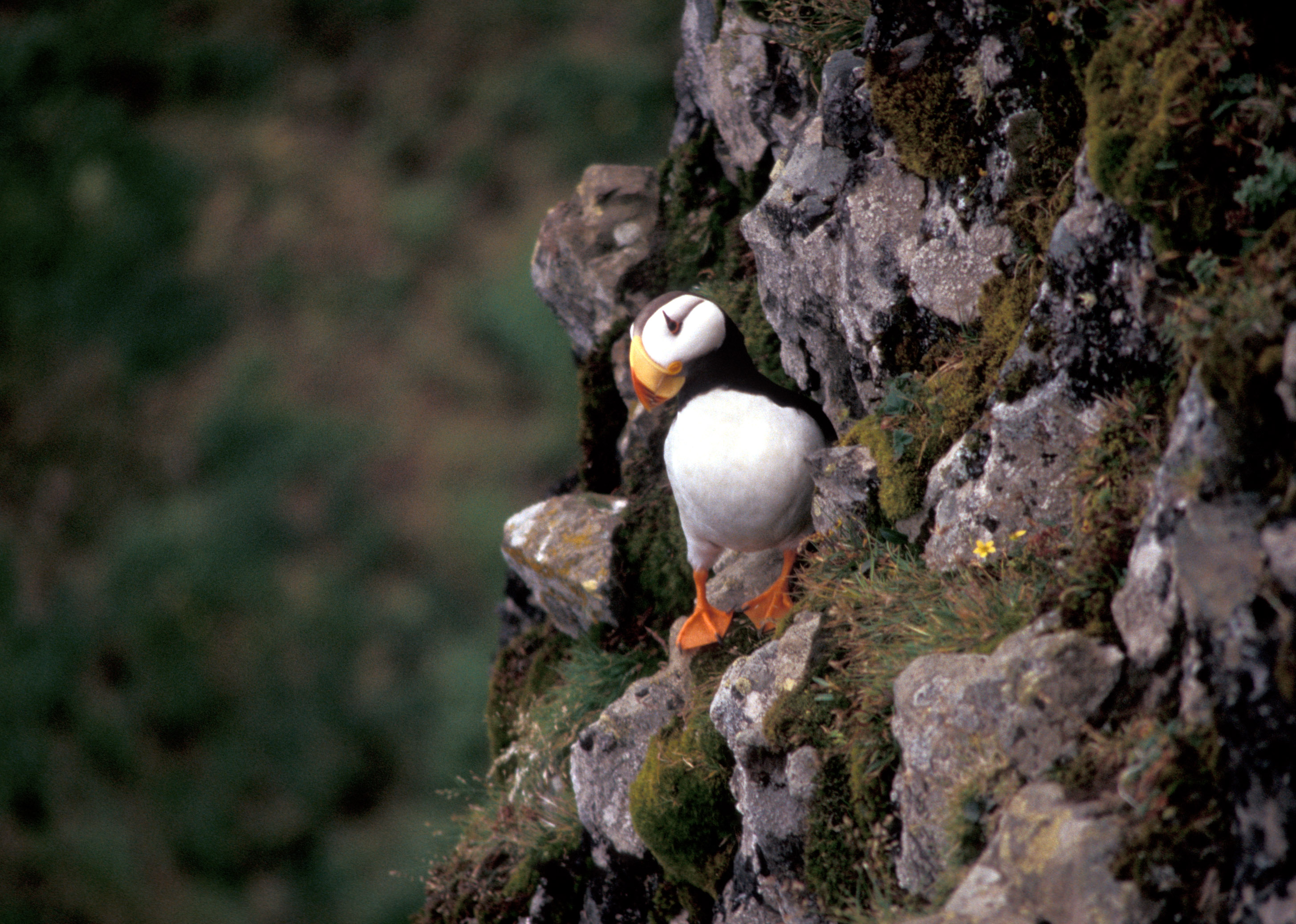
Іпатка тихоокеанська на острові Голл
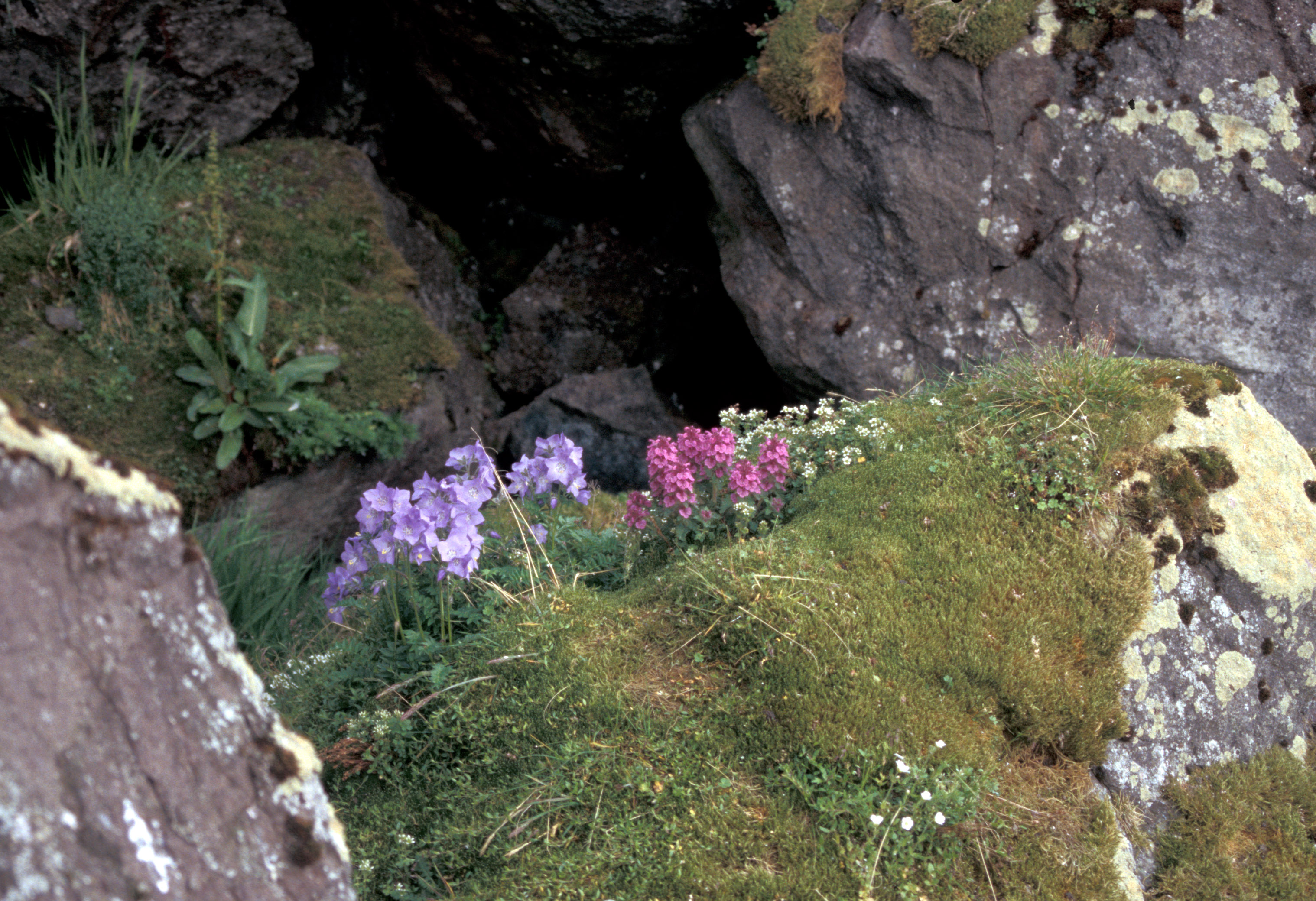
Синюха (Polemonium) та шолудивник в колонії алькових на острові Холл